# جوزيف هنتر (سياسي)
جوزيف هنتر (بالإنجليزية: Joseph Hunter)‏ هو سياسي بريطاني (وحمل سابقاً جنسية المملكة المتحدة لبريطانيا العظمى وأيرلندا)، ولد في 24 ديسمبر 1875، وتوفي في 24 يوليو 1935. حزبياً، نشط في الحزب الليبرالي. في الانتخابات العامة في المملكة المتحدة 1929 ‏، انتخب عضو برلمان المملكة المتحدة الـ35 عن دائرة Dumfriesshire (UK Parliament constituency) ‏ (30 مايو 1929 – 7 أكتوبر 1931) وفي الانتخابات العامة في المملكة المتحدة 1931 ‏، انتخب عضو برلمان المملكة المتحدة الـ36 عن دائرة Dumfriesshire (UK Parliament constituency) ‏ (27 أكتوبر 1931 – 24 يوليو 1935).